# Markus Griesser
Markus Griesser (* 1949 in Winterthur, Schweiz) ist ein Schweizer Astronom und Publizist. Er ist Mitbegründer und war bis Ende 2024 ehrenamtlicher Leiter und Präsident der Trägergesellschaft  der 1979 eröffneten Sternwarte Eschenberg in Winterthur in der Schweiz.

## Leben
Mit seinen ursprünglichen Schwerpunktsinteressen Astrofotografie und Geschichte der Astronomie ist er in den letzten Jahren vor allem durch seine Beobachtungen an erdnahen Asteroiden (engl. Near Earth Asteroids, NEAs) bekannt geworden: Gegen 25.000 Positionsmessungen an Asteroiden und Kometen hat er bis heute an das dafür zuständige Minor Planet Center in Cambridge, Massachusetts (USA) übermittelt und dabei auch zehn Hauptgürtel-Asteroiden entdeckt. Darunter sind die Asteroiden (43669) Winterthur, (82232) Heuberger, (113390) Helvetia, (144096) Wiesendangen, (210213) Hasler-Gloor, (266051) Hannawieser, (273273) Piwowarski, (367406) Buser und (398045) Vitudurum. Dieser Name Vitudurum wurde im Oktober 2015 von Sina Lautenschlager, einer damals 10-jährigen Schülerin der Kinder-Universität Winterthur, im Rahmen eines von Griesser ausgeschriebenen Wettbewerbs vorgeschlagen. Markus Griesser hat mehr als 1 000 Artikel zu astronomischen Themen hauptsächlich in Tageszeitungen und Fachzeitschriften publiziert, wirkte in etwa drei Dutzend TV- und Rundfunk-Sendungen im In- und Ausland mit, zeichnet als Autor von sieben Sachbüchern und hat ausserdem auf dem Eschenberg in mehreren hundert Vorträgen vor Kindern und Erwachsenen über sein Fachgebiet berichtet. Sein im November 2018 im Eigenverlag der Astronomischen Gesellschaft Winterthur erschienenes Buch „Winterthurer Sternstunden - 40 Jahre Sternwarte Eschenberg 1979 - 2019“ schildert die wechselvolle Geschichte der Sternwarte Eschenberg seit ihrer Eröffnung. Im Frühsommer 2022 ist sein neuestes Buch ebenfalls im AGW-Verlag erschienen. Es schildert unter dem Titel "Den Sternen nahe sein – Erinnerungen und Einsichten eines Astronomen" mit vielen autobiografischen Bezügen die bald 60 Jahre dauernde abenteuerliche Reise des Autors quer durch verschiedene Gebiete der Himmelskunde mit etlichen historischen Bezügen. Aber auch viele denkwürdige menschliche und allzu-menschliche Begegnungen prägen den Inhalt dieses neuesten Werkes. Mit externen Referaten über seine astronomischen Arbeiten ist Markus Griesser heute noch immer gelegentlich in der Region unterwegs und erreicht so meist in Zusammenarbeit mit politischen Gemeinden, Kirchgemeinden und Pfarreien Zuhörende, die es aufgrund ihres Alters mit körperlichen Einschränkungen nicht mehr zu einem abendlichen Besuch der Winterthurer Sternwarte schaffen.
Im November 2002 war Markus Griesser an der Entdeckung des Asteroiden (524522) Zoozve mitbeteiligt. Sogar die NASA gab zu dieser Neusichtung damals eine Medienmitteilung heraus, in der Markus Griesser und die Sternwarte Eschenberg mit ihrem Standort "near Zurich" (!) explizit erwähnt sind. Inzwischen hat sich dieser Erdnahe Asteroid als ein sogenannter Quasisatellit der Venus entpuppt. Er wurde von unserem inneren Nachbarplaneten vor etwa 7 000 Jahren eingefangen und dürfte ihn noch etwa für weitere 500 Jahre auf einer ziemlich komplizierten, nierenförmigen Bahn umkreisen.
In seinem Brotberuf war Griesser, der lange Jahre als Publizist und Redakteur gearbeitet hat, für das Marketing und die Kommunikation in einem mittelgrossen Dienstleistungsunternehmen verantwortlich. Seit Oktober 2014 ist er im Ruhestand und widmete sich bis Ende 2024 mit vollem Einsatz und viel Erfolg der Sternwarte Eschenberg, die sich mit ihren himmelskundlichen Führungen in der Stadt und weit über die Region Winterthur hinaus einen guten Namen erworben hat. Griesser ist verheiratet, Vater zweier erwachsener Töchter und lebt seit 1986 in Wiesendangen.

## Auszeichnungen
Markus Griesser wurde für seine astronomischen Leistungen mehrfach ausgezeichnet: So erhielt er 1995 den Kulturpreis der Stadt Winterthur. 1999 wurde er zum Ehrenmitglied der Schweizerischen Astronomischen Gesellschaft SAG ernannt und erhielt 2005 auch die Ehrenmitgliedschaft der Naturwissenschaftlichen Gesellschaft Winterthur NGW. In ausdrücklicher Anerkennung seiner Leistungen als astronomischer Publizist und erfolgreicher wissenschaftlicher Beobachter trägt der Asteroid (11547) Griesser seit 1999 seinen Namen. Er wurde 1992 vom deutschen Fachastronomen Freimut Börngen in der Thüringer Landessternwarte Tautenburg bei Jena entdeckt. Der Himmelskörper gehört zur Nysa-Familie, benannt nach dem Asteroiden (44) Nysa, einer der seltenen Kleinplaneten der Klasse E: Ihre Oberflächen enthalten Enstatite (MgSiO3). Die Nysas gehören im Asteroiden-Hauptgürtel zwischen Mars und Jupiter zu den Hungarias.
Zu Ehren von Markus Griesser hat die Schweizerische Post am 8. Mai 2009 eine von ihm selbst entworfene Sonderbriefmarke mit dem Frankaturwert 1,00 CHF herausgegeben. Die im Dunkeln leuchtende Briefmarke zeigt die Umlaufbahn des von ihm entdeckten Asteroiden (113390) Helvetia in unserem Sonnensystem.
Am 20. März 2025 wählte die Mitgliederversammlung der Astronomischen Gesellschaft Winterthur ihren langjährigen Präsidenten und Leiter der vereinseigenen Sternwarte Eschenberg zu ihrem Ehrenmitglied.